# 櫻井徹
櫻井 徹（さくらい てつ、1960年 - ）は、日本の法学者。専門は法哲学。神戸大学国際人間科学部長（2019年3月まで）・教授、日本法哲学会理事、法哲学・社会哲学国際学会連合理事。東京都出身。
2021年4月1日から神戸大学附属図書館館長。

## 人物・経歴
金沢大学法学部卒業後、1987年一橋大学大学院法学研究科修士課程修了、法学修士。1990年一橋大学大学院法学研究科博士後期課程単位修得退学。指導教官上原行雄。神戸大学国際文化学部助教授、神戸大学大学院国際文化学研究科教授等を経て、神戸大学大学院国際文化学研究科長、神戸大学国際人間科学部長。専門は法哲学で、2010年には『リベラル優生主義と正義』により関西大学博士（法学）の学位を取得。日本法哲学会理事、法哲学・社会哲学国際学会連合理事等も歴任した。

## 著作
- 『リベラル優生主義と正義』ナカニシヤ出版 2007
- 『自我の源泉』名古屋大学出版会 2010
- 『ブリッジブック　法哲学』信山社 2014
- "Human Rights and Global Justice"Franz Steiner Verlag 2014